# Základní umělecká škola Habrmanova
Základní umělecká škola Habrmanova je jednou ze čtyř současných královéhradeckých základních uměleckých škol, jejíž počátky spadají do roku 1953, kdy byla založena Městská hudební škola.

## Historie

### Budova
Stará novorenesanční budova byla postavena v letech 1897–1898 jako jednopatrová podle návrhu architekta Čeňka Křičky z Kolína. Náklad na ni činil 43 506 zl. Vysvěcena byla 4. září 1898. Roku 1900 byla při školní budově založena zahrada a upravena letní tělocvična. V roce 1906 bylo podle plánů Ing. Roberta Schmidta přistavěno druhé patro. Práce se zhostil stavitel Josef Novotný. Přístavba a různé úpravy ve školní budově si vyžádaly 31 105,34 K. V budově působila nejdříve chlapecká a dívčí obecná škola, po roce 1940 se o prostory dělila nově založená měšťanská škola s obecnými školami, později s učňovskou školou. Od školního roku 1975/1976 ve staré budově sídlí Základní umělecká škola (dříve LŠU), k níž se 1. září 2006 přidala ZUŠ Boni pueri, jež se v roce 2013 odstěhovala do generálské vily v areálu Gayerových kasáren.

### Vývoj školy
V roce 1953 vznikla v Hradci Králové Městská hudební škola, která se v roce 1961 přejmenovala na Lidovou školu umění se sídlem v Dukelské ulici. Po demolici původní budovy školy čp. 6 a aféře se zavražděním žáka nalezla LŠU útočiště v objektu ZDŠ Maxima Gorkého (dnešní Habrmanově ulici). Roku 1976 došlo k rozdělení LŠU na dvě samostatné školy (LŠU Maxima Gorkého a LŠU Na Střezině), z nichž jedna, dnešní ZUŠ Habrmanova, zůstala v budově a druhá se odstěhovala do prostor v ulici Na Střezině, odkud také později získala název. Od roku 1976 patřila k LŠU M. Gorkého pobočka ve Smiřicích, která se o šest let později osamostatnila. V roce 1981 obdržela LŠU Maxima Gorkého „Čestné uznání rady ONV“. O 3 roky později byly zahájeny vnitřní úpravy učeben. Rok 1990 přinesl škole změnu názvu na Základní umělecká škola Habrmanova. 1. července 1994 získala škola právní subjektivitu a od 1. září 2012 vyučuje první ročníky podle vlastního školního vzdělávacího programu, který bere mnohem větší ohled na specifika školy a její aktuální personální situaci. Od této doby škola sbírá jeden úspěch za druhým. Na podporu školy při ní působí 3 občanská sdružení - Sdružení při ZUŠ Habrmanova Hradec Králové (od 1992), Občanské sdružení Juventus Gradecensis (od 2008) a Výtvarka při ZUŠ Habrmanova (od 2008). V roce 2018 prošla škola rekonstrukcí obvodového pláště, došlo k výměně oken a do tříd byla instalována vzduchotechnika.

## Současnost
V současné době je ZUŠ Habrmanova jednou ze čtyř základních uměleckých škol v Hradci Králové. Zájemcům nabízí umělecké vzdělávání celkem ve třech oborech: hudebním, tanečním a výtvarném.

### Hudební obor
Hudební obor poskytuje vzdělávání v základním studiu hry na klávesové nástroje (klavír, elektronické klávesové nástroje, akordeon), na smyčcové nástroje (housle, viola, violoncello, kontrabas, elektrické smyčcové nástroje), na dechové nástroje (zobcová flétna, příčná flétna, hoboj, fagot, klarinet, saxofon, trubka, lesní roh, pozoun, baryton), na další nástroje (kytara, elektrická a basová kytara, bicí) a ve studiu sólového a populárního zpěvu. V rámci studia se žáci učí souhře v nejrůznějších hudebních uskupeních různých žánrů a typů (Dechový orchestr, Junior Band, smyčcový orchestr Juventus Gradecensis, Komorní smyčcový orchestr Violine, Electroshock, Electrostrings, Trombon Band, Barbar trio, Minibar trio, Sax frappé, komorní soubor zobcových fléten Flatissimo, Kytarový orchestr, Pilařovo kvarteto). Kromě toho nabízí hudební obor speciální přípravu adeptů středního a vysokoškolského hudebního vzdělávání.

### Taneční obor
Taneční obor rozvíjí správné držení těla, zvyšování celkové pohyblivosti, pružnosti, obratnosti a koordinace. Od 3. ročníku se vyučuje současný tanec, který rozvíjí taneční projev žáků, prohlubuje jejich prostorové a hudební cítění a uvolňuje jejich tvořivé schopnosti. Klasická taneční technika upevňuje správné držení těla, zdokonaluje pohyby dolních a horních končetin a prohlubuje pohybovou koordinaci. Lidový tanec učí zvládnout základní kroky a charakteristické české a moravské lidové tance. Na II. stupni se vyučuje současný, lidový a klasický tanec, kde výuka je zaměřena k dokonalejšímu zvládnutí taneční techniky a klade důraz na osobitý taneční projev.

### Výtvarný obor
Ve výtvarném oboru se v současnosti vyučují tři zaměření: výtvarná tvorba, umělecké řezbářství a fotografie a animace. V rámci prvního zaměření se žáci seznamují s různými technikami kresby, malby, grafiky, keramické i sochařské práce, prostorového konstruování z různých materiálů. V uměleckém řezbářství jsou připravováni pro speciální odborné školy, neboť se zde učí techniky intarzie, reliéfní a prostorové řezby a jejich polychromie. Obor fotografie a animace navazuje na dřívější obor animátorská tvorba a vyučují se zde základy klasických i moderních fotografických metod a žáci si vytváří animované filmy. Studium na škole je ve všech oborech organizováno ve třech stupních - přípravné studium, dvoustupňové základní studium a studium pro dospělé.